# Анастасіос Шизас
Анастасіос Шизас (18 лютого 1977) — грецький ватерполіст.
Учасник Олімпійських Ігор 2004, 2008 років.
Призер Чемпіонату світу з водних видів спорту 2005 року.